# Tobias Specker
Tobias Specker SJ (* 1971 in Goch) ist ein deutscher Jesuit und Theologe.

## Leben
Er trat 2001 in den Jesuitenorden ein. 2007 wurde er in Mannheim zum Priester geweiht. Er war von 2005 bis 2010 als Bildungsreferent im Heinrich Pesch Haus (Katholische Akademie Rhein-Neckar) tätig und war Islambeauftragter der Diözese Speyer. Nach der Promotion in Fundamentaltheologie 2001 bei Hermann Josef Pottmeyer war er seit 2014 Juniorprofessor. Nach der Habilitation 2020 durch die Theologische Fakultät der Université de Fribourg ist er seit 2021 Professor für „Katholische Theologie im Angesicht des Islam“ an der PTH Sankt Georgen in Frankfurt am Main. Seit 2021 ist er auch Superior der dortigen Jesuitenkommunität.

## Schriften (Auswahl)
- Einen anderen Gott denken? Zum Verständnis der Alterität Gottes bei Jean-Luc Marion. Knecht, Frankfurt am Main 2002, ISBN 978-3-7820-0864-8.
- Gottes Wort und menschliche Sprache. Christliche Offenbarungstheologie und islamische Positionen zur Unnachahmlichkeit des Koran. Theologischer Verlag Zürich, Zürich 2021, ISBN 978-3-290-18394-3 (open Access).